# Hallerndorf
Hallerndorf település Németországban, azon belül Bajorországban. Lakosainak száma 4258 fő (2023. december 31.).

## Népesség
A település népessége az elmúlt években az alábbi módon változott:
| Lakosok száma | 2772 | 1578 | 4008 | 4040 | 4094 | 4077 | 4164 | 4225 | 4219 | 4258 |
|               | 1970 | 1975 | 2011 | 2012 | 2014 | 2015 | 2017 | 2019 | 2022 | 2023 |